# Vrydagzynea tristriata
Vrydagzynea tristriata är en orkidéart som beskrevs av Henry Nicholas Ridley. Vrydagzynea tristriata ingår i släktet Vrydagzynea och familjen orkidéer. Inga underarter finns listade i Catalogue of Life.